# Francesc V Ordelaffi
Francesc V Ordelaffi conegut per Cecco V Ordelaffi, fou fill de Francesc IV Ordelaffi. Va néixer el 1461. El 1480, a la mort de son cosí Sinibald II Ordelaffi va reclamar la senyoria de Forlì però no es va poder imposar i el Papa va incorporar la ciutat que va donar al seu propi nebot Gerolamo Riario. Va morir el 1488.